# آل سالم حسن (لودر)

تعديل مصدري - تعديل

آل سالم حسن هي إحدى قرى عزلة زارة بمديرية لودر التابعة لمحافظة أبين، بلغ تعداد سكانها 39 نسمة حسب تعداد اليمن لعام 2004.